# Monte Cuzzo
Il monte Cuzzo (anche conosciuto come Gitsch o Gitschberg, dal tedesco) è un monte delle Alpi orientali situato fra le valli di Altafossa e di Fundres, in località Maranza alto 2.512 metri, comprendente un comprensorio sciistico dello stesso nome. La spalla a ovest del monte prende il nome di Kleingitsch, alta 2.262 metri, mentre a est è presente lo Stollberg di 1.827 metri.

## Il comprensorio sciistico
Il comprensorio sciistico comprende piste lunghe circa 22 chilometri. La montagna è percorsa da un totale due funivie, 4 seggiovie e quattro impianti di risalita. La funivia Gitschberg è divisa in due parti, in basso la Teleferica e più in alto Nesselbahn. Ha una lunghezza complessiva di 3428 metri e supera un dislivello di 707 m. Può portare 2400 persone all'ora con una velocità di 6 m/s. Dall'inverno 2011 è presente un collegamento con un'altra funivia che partirà a Valles.

## Salita
Il monte è percorso da parecchi sentieri e lungo tutto il monte vi sono molte malghe e punti di ristoro.
Mediante la funivia si arriva a quota 2100 metri; a quota 2200 è presente una malga-rifugio, la Gitschütte. Da qui si può salire in vetta con ancora 300 metri di dislivello. La vetta è un punto panoramico; si possono vedere tutti i monti della Valle Aurina, il Gran Pilastro, parecchi monti austriaci come il Großvenediger, la Valle Isarco, con le Alpi della Zillertal e Sarn, la città di Bressanone (sud), quasi tutta la Val Pusteria, Rodengo e parecchi gruppi dolomitici come l'Alpe di Siusi, lo Sciliar, il Gruppo del Sella, il Catinaccio, le Odle, la Marmolada.
Il monte è raggiungibile anche dalla Valle di Altafossa, con percorso più difficile e impervio.

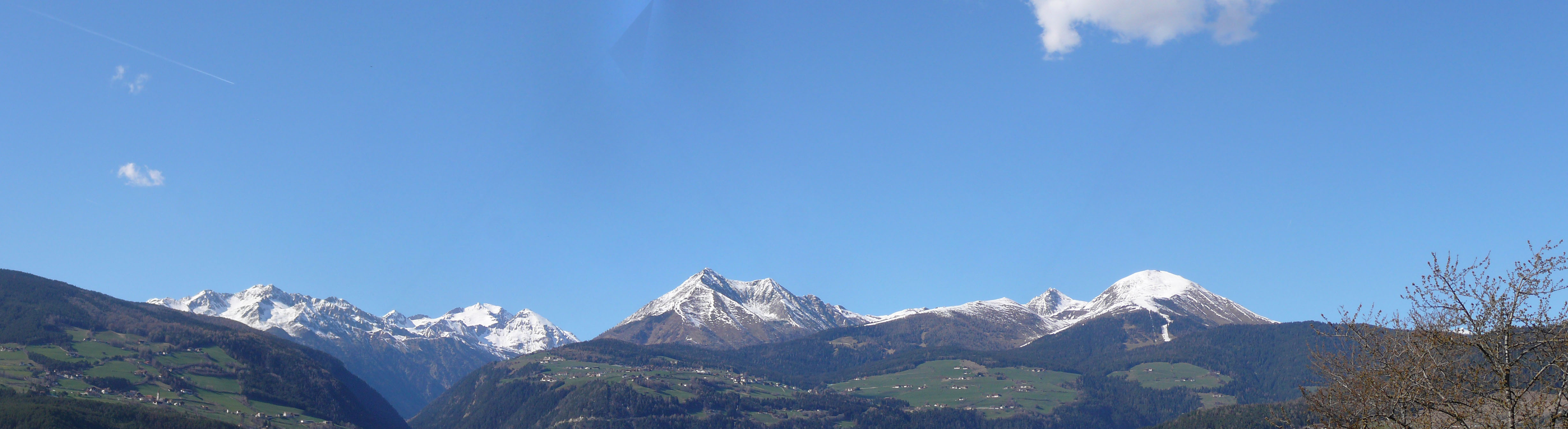
Il monte Gitschberg tutto a destra